# Simon Greul
Simon Greul (* 13. April 1981 in Stuttgart) ist ein ehemaliger deutscher Tennisspieler.

## Leben und Karriere
Simon Greul begann das Tennisspielen mit sechs Jahren. Drei Jahre später wechselte er in die First Line Tennis Academy, wo er seitdem von Robert Lopez trainiert wird. Nachdem er bereits 1999 erste Erfahrungen auf Future-Turnieren gesammelt hatte, entschloss er sich 2000 nach erfolgreichem Abiturabschluss in Ludwigsburg sowie abgeleistetem Wehrdienst zu einer Profikarriere.
Bereits im August 2000 konnte er in Berlin zum ersten Mal ein Future-Turnier gewinnen und beendete das Jahr auf Platz 521 den Tennis-Weltrangliste. 2001 spielte er vermehrt auf der ATP Challenger Tour und konnte dort im September 2001 in Aschaffenburg seinen ersten Titel feiern.
2002 folgte ein weiterer Sieg bei einem Future-Turnier, und Anfang 2003 der zweite Challenger-Titel in Dallas. Zudem versuchte er bei den Australian Open erstmals, sich für ein Grand-Slam-Turnier zu qualifizieren, er verlor jedoch in der dritten Qualifikationsrunde. Im Juli 2003 bekam Simon Greul für das ATP-Turnier seiner Heimatstadt Stuttgart eine Wildcard, er verlor jedoch sein Erstrundenmatch gegen den Tschechen Jiří Vaněk. Nachdem er zur Jahresmitte bis auf Platz 148 der Weltrangliste geklettert war, musste er ab August 2003 wegen Problemen mit dem Blinddarm für fast ein halbes Jahr pausieren und fiel dadurch bis auf Platz 606 der Weltrangliste zurück.
Nachdem er sich 2004 wieder langsam nach oben gearbeitet hatte, wurde das Jahr 2005 umso besser für Simon Greul: Er gewann insgesamt drei Future-Turniere und erreichte zudem bei zwei Challenger-Turnieren das Finale, von denen er eins in Oberstaufen gewinnen konnte. Zwei Jahre nach seinem ATP-Debüt konnte er sich in Stuttgart erneut für das Hauptfeld qualifizieren, verlor aber genau wie in Ho-Chi-Minh-Stadt in der ersten Runde.
Das Jahr 2006 wurde noch erfolgreicher für Simon Greul: Beim ATP-Turnier von Delray Beach war er direkt qualifiziert und erzielte in der ersten Runde gegen Mardy Fish seinen ersten Sieg auf ATP-Ebene. Beim Masters-Turnier von Miami konnte sich Greul qualifizieren und nach Siegen über Paradorn Srichaphan, Dominik Hrbatý und Tim Henman bis ins Achtelfinale vorstoßen, wo er in drei Sätzen gegen Andy Roddick verlor. Nach Siegen bei den Challenger-Turnieren von Dresden, Ettlingen und Córdoba stieg Greul bis auf Platz 76 der Weltrangliste, und war damit in Wimbledon Championships 2006 direkt qualifiziert. Bei seinem Grand-Slam-Debüt war er jedoch Tommy Robredo ebenso unterlegen wie zwei Monate später Mardy Fish bei den US Open. Dafür konnte er aber bei seinem Heimturnier in Stuttgart das Achtelfinale erreichen, und zudem bei den ATP-Turnieren von München, Umag, Mumbai, Stockholm und Lyon jeweils die zweite Runde. Dabei besiegte er in Lyon Gastón Gaudio, den Sieger der French Open 2004.
In der ersten Hälfte des Jahres 2007 konnte Greul bei acht ATP-Turnieren nur zwei Matches gewinnen und fiel dadurch wieder aus den Top 100 heraus. Im Juni 2007 gewann Simon Greul gleich zwei Challenger-Turniere hintereinander in Almaty. In Stuttgart bekam er wie schon vor vier Jahren eine Wildcard, verlor jedoch in der ersten Runde gegen Philipp Kohlschreiber. Aufgrund von chronischen Schmerzen am Handgelenk musste er sich im August 2007 einer Operation unterziehen, und konnte daher bis zum Ende des Jahrs keine Turniere mehr spielen.
Da er dadurch wieder Weltranglistenpunkte verloren hatte, spielte Simon Greul Anfang 2008 wieder Future-Turniere, und konnte auf Anhieb zwei gewinnen. Nach einigen guten Ergebnissen bei Challenger-Turnieren konnte sich Greul im Mai 2008 für die French Open qualifizieren, verlor dort jedoch gegen Ernests Gulbis. Im September 2008 konnte er gleich zwei Challenger-Turniere hintereinander gewinnen, zuerst in Freudenstadt und eine Woche später in Alphen aan den Rijn. Nach einer weiteren Finalteilnahme in Tarragona beendet Greul sein Comeback-Jahr auf Rang 126 der Weltrangliste.
Anfang 2009 gelang Greul in Chennai gegen Daniel Gimeno Traver sein erster Sieg auf ATP-Ebene seit fast zwei Jahren. Im Mai 2009 gelang ihm wie im Vorjahr die Qualifikation für die French Open, doch erneut gab es gegen Victor Crivoi eine Erstrundenniederlage. Einen Monat später konnte Simon Greul in Wimbledon nach erneuter erfolgreicher Qualifikation dann gegen Michael Yani seinen ersten Sieg bei einem Grand-Slam-Turnier verbuchen. Gegen den an Position 4 gesetzten Novak Đoković war er jedoch chancenlos. Ähnlich ging es ihm bei den US Open 2009, wo er nach einem Erstrundensieg über Giovanni Lapentti in der zweiten Runde in drei knappen Sätzen dem damaligen Weltranglistenersten Roger Federer unterlag. Weitere Höhepunkte dieser Saison waren ein Challenger-Sieg in Todi, das Erreichen des Halbfinals beim ATP-Turnier von Bukarest sowie die Viertelfinalteilnahme beim ATP-Turnier von Hamburg. Mit Platz 59 erreichte er seine bis dato beste Jahresendwertung in der Weltrangliste.
Nach einer erneuten Erstrundenniederlage bei den Australian Open 2010 gegen seinen Landsmann Tommy Haas kam das erste Highlight des Jahres Anfang März 2010, als Greul erstmals ins deutsche Davis-Cup-Team berufen wurde. Er gewann zwar sein Match gegen Jo-Wilfried Tsonga, konnte aber die 1:4-Niederlage gegen Frankreich nicht mehr verhindern. In der folgenden Woche schaffte Greul beim Masters-Turnier von Indian Wells nach Siegen über die Franzosen Richard Gasquet und Gaël Monfils den Einzug in die dritte Runde, musste dann jedoch aufgrund einer Viruserkrankung seine Partie gegen Jürgen Melzer kampflos aufgeben. Dennoch erreichte er in der folgenden Woche mit Rang 55 seine bislang beste Platzierung in der Weltrangliste. Bis zum Juni 2010 kam Greul bei keinem ATP-Turnier mehr über die zweite Runde hinaus, erst in ’s-Hertogenbosch gelang ihm dies wieder durch einen Sieg über Tommy Robredo, bevor er im Viertelfinale gegen Benjamin Becker verlor. Auch beim Heimturnier von Stuttgart zog er nach einem Sieg über Gilles Simon zum ersten Mal ins Viertelfinale ein, verlor dort jedoch gegen Juan Carlos Ferrero. Die folgenden Monate verliefen sehr erfolglos für Simon Greul: Bei den amerikanischen Hartplatzturnieren schied er jeweils in der ersten Runde aus, darunter bei den US Open gegen Richard Gasquet. Da er seinen letztjährigen Challengertitel nicht verteidigen konnte und auch in Bukarest nur die zweite Runde erreichte und somit die Punkte aus dem Vorjahr verlor, fiel Greul daraufhin aus den Top 100 der Weltrangliste heraus.
Bei der Qualifikation zu den Australian Open 2011 schied Simon Greul zwar in der dritten Runde gegen Denis Gremelmayr aus, er rückte jedoch trotzdem als Lucky Loser ins Hauptfeld nach. Dort verlor er in drei Sätzen gegen den an Position 26 gesetzten Juan Mónaco. Zwei Wochen später erreichte Greul beim ATP-Turnier in Johannesburg das Viertelfinale, wo er gegen Izak van der Merwe ausschied. Im Verlauf des Turniers bezwang er den aufstrebenden jungen Kanadier Milos Raonic, der Greul ein Jahr später als einen seiner drei härtesten Gegner bezeichnete.
Simon Greul spielte bis 2006 beim TV Reutlingen, mit dem er in zwei aufeinander folgenden Jahren von der Württembergliga bis in die 1. Bundesliga aufstieg. 2007 wechselte er zum TK Kurhaus Aachen, mit dem er 2008 und 2009 Deutscher Meister wurde.

## Erfolge
| Legende (Anzahl der Siege)  |
| Grand Slam                  |
| ATP World Tour Finals       |
| ATP World Tour Masters 1000 |
| ATP World Tour 500          |
| ATP World Tour 250          |
| ATP Challenger Tour (17)    |

### Einzel

#### Turniersiege
| Nr. | Datum              | Turnier             | Belag         | Finalgegner        | Ergebnis        |
| --- | ------------------ | ------------------- | ------------- | ------------------ | --------------- |
| 1.  | 9. September 2001  | Aschaffenburg       | Sand          | Martin Verkerk     | 7:65, 6:2       |
| 2.  | 1. Februar 2003    | Dallas              | Hartplatz (i) | Justin Gimelstob   | 6:3, 7:65       |
| 3.  | 10. Juli 2005      | Oberstaufen         | Sand          | Albert Portas      | 7:5, 6:2        |
| 4.  | 14. Mai 2006       | Dresden             | Sand          | Janko Tipsarević   | 7:62, 6:2       |
| 5.  | 4. Juni 2006       | Ettlingen           | Sand          | Michael Berrer     | 6:4, 6:3        |
| 6.  | 9. Juli 2006       | Córdoba             | Hartplatz     | Kevin Kim          | 6:74, 6:1, 7:62 |
| 7.  | 23. Juni 2007      | Almaty (1)          | Sand          | Daniel Brands      | 6:4, 6:2        |
| 8.  | 30. Juni 2007      | Almaty (2)          | Sand          | Jun Woong-sun      | 6:3, 6:2        |
| 9.  | 31. August 2008    | Freudenstadt        | Sand          | Matthias Bachinger | 6:3, 6:4        |
| 10. | 7. September 2008  | Alphen aan den Rijn | Sand          | Iván Navarro       | 6:4, 6:3        |
| 11. | 20. September 2009 | Todi                | Sand          | Adrian Ungur       | 2:6, 6:1, 7:66  |
| 12. | 11. Juni 2011      | Košice              | Sand          | Victor Crivoi      | 6:2, 6:1        |
| 13. | 28. September 2012 | Porto Alegre        | Sand          | Gastão Elias       | 2:6, 7:65, 7:5  |

### Doppel

#### Turniersiege
| Nr. | Datum          | Turnier | Belag | Partner          | Finalgegner                        | Ergebnis          |
| --- | -------------- | ------- | ----- | ---------------- | ---------------------------------- | ----------------- |
| 1.  | 8. Juni 2003   | Fürth   | Sand  | Denis Gremelmayr | Tomas Behrend Karsten Braasch      | 6:3, 1:6, 7:65    |
| 2.  | 19. April 2009 | Rom     | Sand  | Alessandro Motti | Daniele Bracciali Filippo Volandri | 6:4, 7:5          |
| 3.  | 26. April 2009 | Rom     | Sand  | Christopher Kas  | Johan Brunström Jean-Julien Rojer  | 4:6, 7:62, [10:2] |
| 4.  | 11. Juni 2011  | Košice  | Sand  | Bastian Knittel  | Facundo Bagnis Eduardo Schwank     | 2:6, 6:3, [11:9]  |

#### Finalteilnahmen
| Nr. | Datum            | Turnier      | Belag | Partner      | Finalgegner                       | Ergebnis  |
| --- | ---------------- | ------------ | ----- | ------------ | --------------------------------- | --------- |
| 1.  | 21. Februar 2010 | Buenos Aires | Sand  | Peter Luczak | Sebastián Prieto Horacio Zeballos | 6:74, 3:6 |